# Склерометр
Склерометр (skleros — твердий і metron — міра) — назва приладів для вимірювання твердості матеріалів (металів, мінералів та ін.).
Склерометр був створений в 1896 році Томасом Тернером (1861–1951), першим професором металургії у Великій Британії. Для вимірювання використовувався алмаз, що переміщається вперед-назад по рівній поверхні вимірюваного матеріалу. Твердість визначалася за вагою вантажу (в грамах) на алмазі, необхідного для створення подряпини на матеріалі. Подряпиною в цьому випадку вважалася видима неозброєним оком темна лінія на яскравій поверхні.
Такий метод вимірювання широко використовувався в мінералогії для визначення твердості мінералів. Для металів та інших речовин використовуються інші методи: метод Роквелла, метод Віккерса та ін.